# 小吕寨镇
小吕寨镇，是中华人民共和国河北省邢台市巨鹿县下辖的一个乡镇级行政单位。

## 行政区划
小吕寨镇下辖以下地区：
瓜刘庄社区、白家寨社区、小吕寨村、屯里村、油房村、张威村、刘家寨村、胡林寨村、西孟庄村、北大韩村、南大韩村、西大韩村、后大吕村、中大吕村和前大吕村。